# وال-آلن، کبک
وال-آلن (به فرانسوی: Val-Alain) شهری در منطقه شهری لوتبینییر ناحیه شودییر-آپالاش در استان کبک کانادا است. در سرشماری سال ۲۰۱۱ این شهر ۱٬۰۱۷ نفر جمعیت داشته‌است و مساحت آن ۱۰۳٫۸ کیلومتر مربع است.